# En sommarkonsert
En sommarkonsert från 2004 är ett livealbum med Putte Wickman, Göran Fristorp och Jan Lundgren. Trots namnet spelades albumet in mitt i vintern.

## Låtlista
1. I denna ljuva sommartid (Anders Öhrwall/Britt G Hallqvist) – 3:39
2. Jesu bleibt meine Freude (Johann Sebastian Bach) – 2:42
3. Nessun dorma (Giacomo Puccini) – 3:26
4. Aja’s Theme (Torrie Zito) – 5:42
5. Blekinge/Slängpolska efter Byss-Calle (Jan Lundgren/Byss-Calle) – 7:25
6. Bring Him Home (Claude-Michel Schönberg/Herbert Kretzmer) – 3:20
7. Min älskling du är som en ros (Evert Taube) – 3:49
8. Hommage a Bach (Claes Crona) – 4:01
9. Minnet och tystnaden (Evert Taube) – 4:04
10. I Loves You Porgy/Summertime (George Gershwin/Ira Gershwin) – 12:14
11. Alfie (Burt Bacharach/Hal David) – 6:42
12. Vocalise (Sergej Rachmaninov) – 3:32
13. My Lovely Celia (George Monro) – 2:55
14. Where Do I Begin (Francis Lai/Carl Sigman) – 5:02

## Medverkande
- Putte Wickman – klarinett
- Göran Fristorp – sång, gitarr
- Jan Lundgren – piano